# Custer Ridge
Die Custer Ridge (auch Mount Custer) (8.630 ft (2.630 m)) ist ein Gebirgsgrat im North Cascades National Park im US-Bundesstaat Washington. Sie liegt im Norden des Nationalparks und erhebt sich westlich des Silver Lake, 1,4 mi (2,3 km) nordnordwestlich des Mount Spickard. Der höchste Punkt entlang der Custer Ridge ist ein Gipfel, der vorläufig Mount Custer genannt wird und der nahe dem südwestlichen Ende des Grates liegt. Die Custer Ridge erstreckt sich bis jenseits der Grenze zwischen Kanada und den Vereinigten Staaten.